# Grzybienie

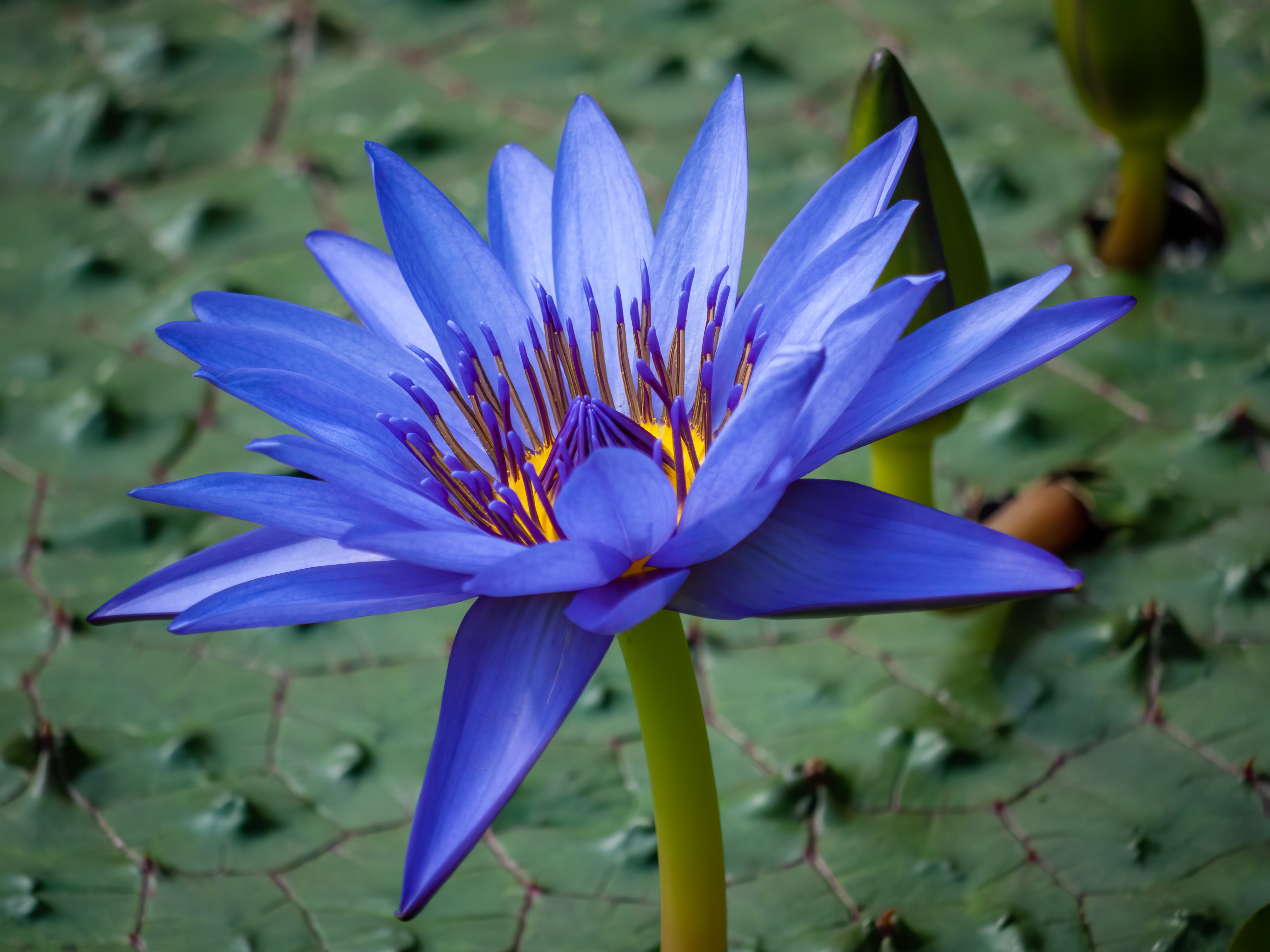
Nymphaea nouchali var. caerulea

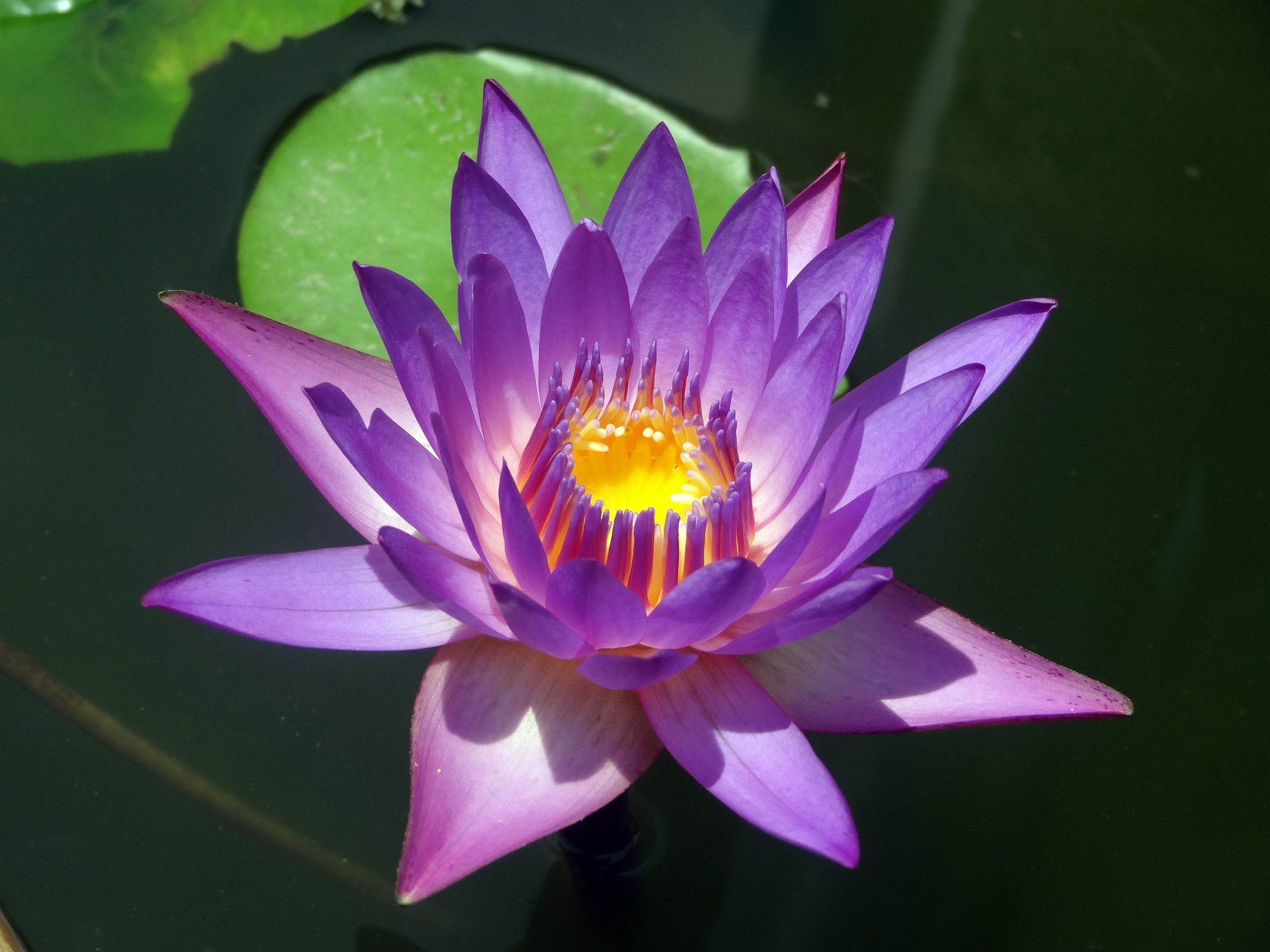
Nymphaea capensis

Grzybienie (Nymphaea L.) – rodzaj z rodziny grzybieniowatych Nymphaeaceae. Obejmuje 58 gatunków. Rośliny te występują na wszystkich kontynentach z wyjątkiem Antarktydy, przy czym zróżnicowaniem wyróżnia się Australia, gdzie rośnie 17 gatunków rodzimych (kolejne 4 są introdukowane). W Europie rosną cztery gatunki, z czego w Polsce obecne są dwa: grzybienie białe N. alba oraz grzybienie północne N. candida. Wszystkie grzybienie są roślinami wodnymi o pływających liściach i często też kwiatach, u części gatunków rozwijających się tylko nocą. Zapylaczami są chrząszcze, błonkoskrzydłe i bzygowate.
W uprawie częste są kultywary i mieszańce grzybieni białych z gatunkami egzotycznymi znane pod zbiorową nazwą N. ×hybrida. Uprawiane jako ozdobne są także inne gatunki. Spichrzowe kłącza oraz nasiona różnych gatunków są jadalne (np. N. nouchali). Niektóre gatunki wykorzystywane są jako lecznicze (np. N. odorata), niektóre były roślinami narkotycznymi (N. ampla u Majów, N. maculata w Starożytnym Egipcie).

## Morfologia

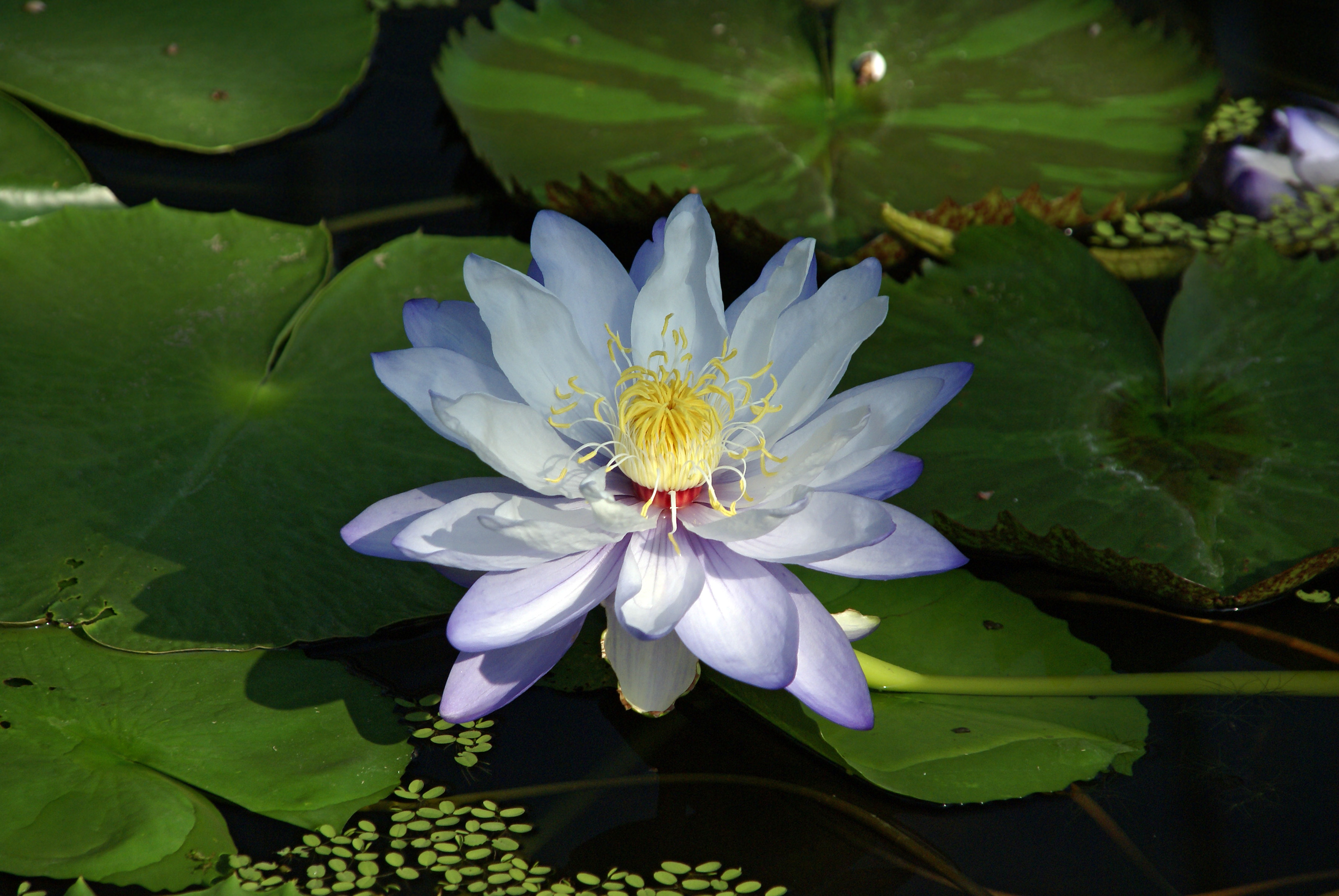
Nymphaea gigantea

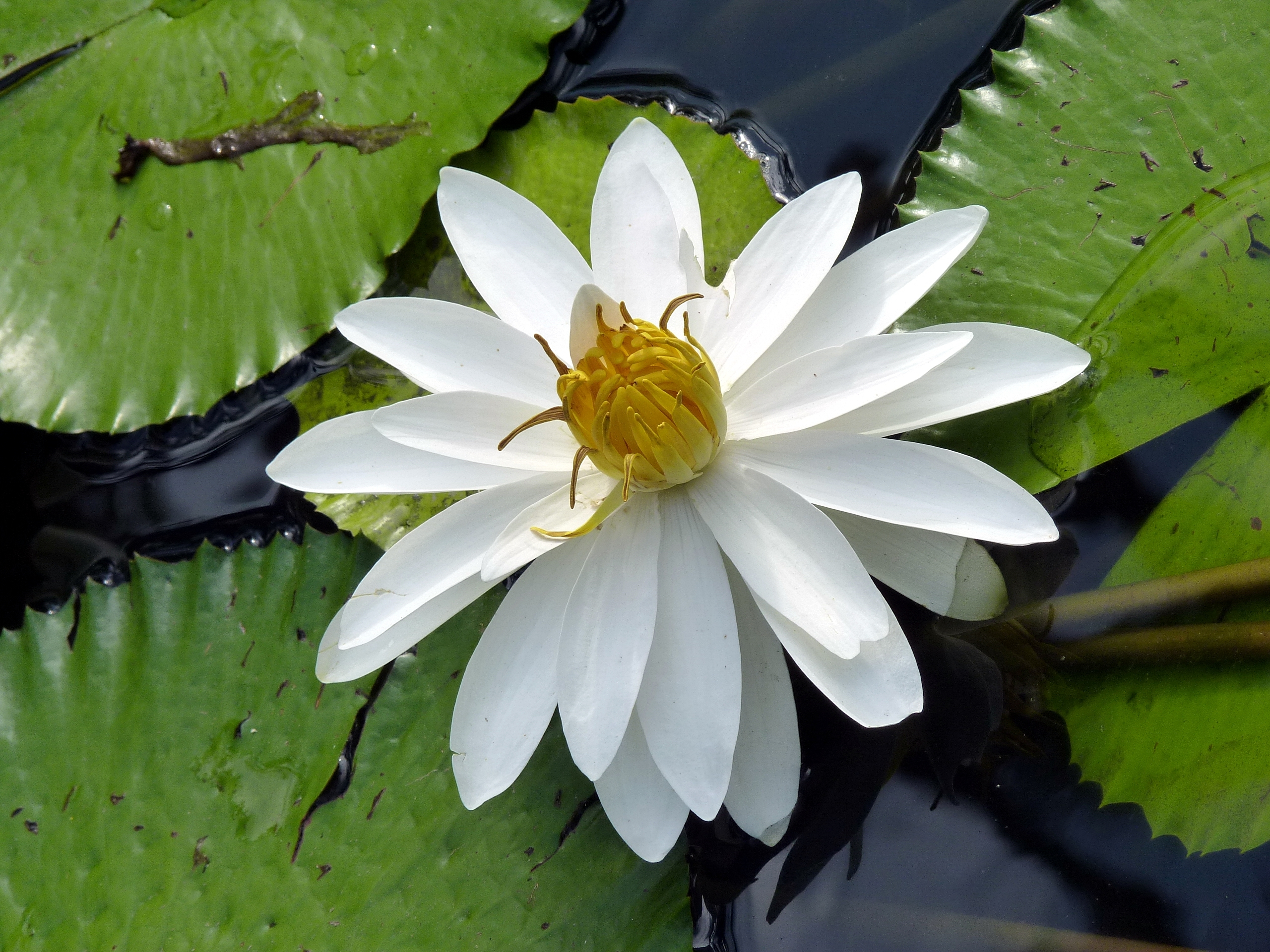
Nymphaea pubescens

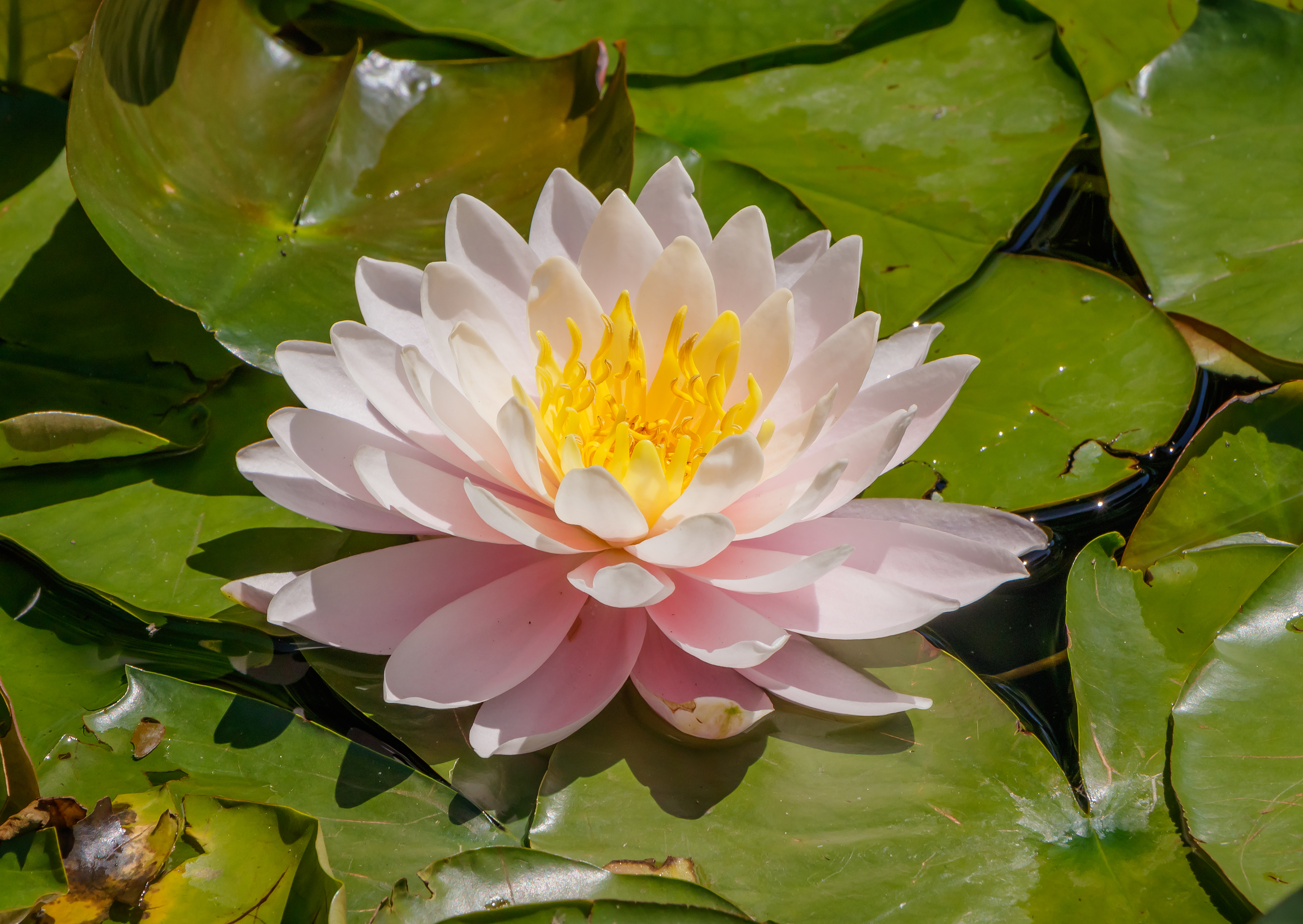
Nymphaea 'Ray Davies'

PokrójHydrofity z pędem rosnącym w postaci rozgałęzionego lub nierozgałęzionego kłącza pełzającego na dnie płytkich zbiorników lub wznoszących się.
LiściePływające są długoogonkowe o blaszce kolistej, szeroko owalnej lub eliptycznej. Blaszka liściowa jest całobrzega lub kolczasto ząbkowana, na wierzchołku zaokrąglona lub zaostrzona, klapy u nasady rozchylone lub nachodzące na siebie.
KwiatyPływające lub wznoszące się nad powierzchnię wody na długich szypułkach. Działek kielicha 4, zwykle zielone, owalne lub eliptyczne. Okazałych płatków korony jest od 8 do wielu, wyrastających spiralnie lub w okółkach, różnobarwnych, stopniowo przechodzących w liczne pręciki. Zalążnia krótsza od płatków i pręcików, na szczycie z okazałym dyskiem znamienia.

## Systematyka
Synonimy taksonomiczne
Castalia R. A. Salisbury, Leuconymphaea O. Kuntze
Pozycja systematyczna
Jest to najbardziej zróżnicowany gatunkowo rodzaj z rodziny grzybieniowatych (Nymphaeaceae), będącej taksonem siostrzanym wobec pływcowatych (Cabombaceae). Obie te rodziny należą do rzędu grzybieniowców (Nymphaeales), stanowiącej drugie w kolejności po amborellowatych (Amborellaceae) odgałęzienie w historii rozwoju okrytonasiennych.
W roku 2009 do rodzaju tego włączono wcześniej wyodrębniany, monotypowy rodzaj Ondinea, który okazał się być gatunkiem zagnieżdżonym w rodzaju Nymphaea (klasyfikowany jest jako Nymphaea ondinea). Jego odmienność budowy okazała się być wynikiem szybkich zmian ewolucyjnych tłumaczonych adaptacją do specyficznych siedlisk (okresowo wysychających strumieni). Kłopotliwa w wielu analizach jest też pozycja utrwalonych rodzajów rozłożnia Euryale i wiktoria Victoria, które także przedstawiane bywają jako zagnieżdżone w obrębie rodzaju Nymphaea (klad Euryale-Victoria miał być siostrzany wobec podgatunków Hydrocallis-Lotus w obrębie rodzaju Nymphaea). W związku z polifiletycznym w takiej sytuacji charakterem rodzaju grzybienie (Nymphaea) cała grupa Nymphaea-Euryale-Victoria(-Ondinea) łączona bywała w jeden rodzaj Nymphaea sensu lato. W innych analizach grzybienie (Nymphaea) sytuowane są jako rodzaj siostrzany wobec pary Euryale i Victoria.
Relacje filogenetyczne w obrębie rodziny grzybieniowatych:
|  | grzybienie Nymphaea                                                     |
|  |                                                                         |
|  | \| \| rozłożnia Euryale \| \| \| \| \| \| wiktoria Victoria \| \| \| \| |
|  |                                                                         |
|  | rozłożnia Euryale                                                       |
|  |                                                                         |
|  | wiktoria Victoria                                                       |
|  |                                                                         |

|  | rozłożnia Euryale |
|  |                   |
|  | wiktoria Victoria |
|  |                   |

|  | grzybienie Nymphaea                                                     |
|  |                                                                         |
|  | \| \| rozłożnia Euryale \| \| \| \| \| \| wiktoria Victoria \| \| \| \| |
|  |                                                                         |
|  | rozłożnia Euryale                                                       |
|  |                                                                         |
|  | wiktoria Victoria                                                       |
|  |                                                                         |

|  | rozłożnia Euryale |
|  |                   |
|  | wiktoria Victoria |
|  |                   |

|  | grzybienie Nymphaea                                                     |
|  |                                                                         |
|  | \| \| rozłożnia Euryale \| \| \| \| \| \| wiktoria Victoria \| \| \| \| |
|  |                                                                         |
|  | rozłożnia Euryale                                                       |
|  |                                                                         |
|  | wiktoria Victoria                                                       |
|  |                                                                         |

|  | rozłożnia Euryale |
|  |                   |
|  | wiktoria Victoria |
|  |                   |

|  | grzybienie Nymphaea                                                     |
|  |                                                                         |
|  | \| \| rozłożnia Euryale \| \| \| \| \| \| wiktoria Victoria \| \| \| \| |
|  |                                                                         |
|  | rozłożnia Euryale                                                       |
|  |                                                                         |
|  | wiktoria Victoria                                                       |
|  |                                                                         |

|  | rozłożnia Euryale |
|  |                   |
|  | wiktoria Victoria |
|  |                   |

|  | grzybienie Nymphaea                                                     |
|  |                                                                         |
|  | \| \| rozłożnia Euryale \| \| \| \| \| \| wiktoria Victoria \| \| \| \| |
|  |                                                                         |
|  | rozłożnia Euryale                                                       |
|  |                                                                         |
|  | wiktoria Victoria                                                       |
|  |                                                                         |

|  | rozłożnia Euryale |
|  |                   |
|  | wiktoria Victoria |
|  |                   |

|  | grzybienie Nymphaea                                                     |
|  |                                                                         |
|  | \| \| rozłożnia Euryale \| \| \| \| \| \| wiktoria Victoria \| \| \| \| |
|  |                                                                         |
|  | rozłożnia Euryale                                                       |
|  |                                                                         |
|  | wiktoria Victoria                                                       |
|  |                                                                         |

|  | rozłożnia Euryale |
|  |                   |
|  | wiktoria Victoria |
|  |                   |

|  | grzybienie Nymphaea                                                     |
|  |                                                                         |
|  | \| \| rozłożnia Euryale \| \| \| \| \| \| wiktoria Victoria \| \| \| \| |
|  |                                                                         |
|  | rozłożnia Euryale                                                       |
|  |                                                                         |
|  | wiktoria Victoria                                                       |
|  |                                                                         |

|  | rozłożnia Euryale |
|  |                   |
|  | wiktoria Victoria |
|  |                   |

|  | grzybienie Nymphaea                                                     |
|  |                                                                         |
|  | \| \| rozłożnia Euryale \| \| \| \| \| \| wiktoria Victoria \| \| \| \| |
|  |                                                                         |
|  | rozłożnia Euryale                                                       |
|  |                                                                         |
|  | wiktoria Victoria                                                       |
|  |                                                                         |

|  | rozłożnia Euryale |
|  |                   |
|  | wiktoria Victoria |
|  |                   |

|  | grzybienie Nymphaea                                                     |
|  |                                                                         |
|  | \| \| rozłożnia Euryale \| \| \| \| \| \| wiktoria Victoria \| \| \| \| |
|  |                                                                         |
|  | rozłożnia Euryale                                                       |
|  |                                                                         |
|  | wiktoria Victoria                                                       |
|  |                                                                         |

|  | rozłożnia Euryale |
|  |                   |
|  | wiktoria Victoria |
|  |                   |

|  | grzybienie Nymphaea                                                     |
|  |                                                                         |
|  | \| \| rozłożnia Euryale \| \| \| \| \| \| wiktoria Victoria \| \| \| \| |
|  |                                                                         |
|  | rozłożnia Euryale                                                       |
|  |                                                                         |
|  | wiktoria Victoria                                                       |
|  |                                                                         |

|  | rozłożnia Euryale |
|  |                   |
|  | wiktoria Victoria |
|  |                   |

|  | grzybienie Nymphaea                                                     |
|  |                                                                         |
|  | \| \| rozłożnia Euryale \| \| \| \| \| \| wiktoria Victoria \| \| \| \| |
|  |                                                                         |
|  | rozłożnia Euryale                                                       |
|  |                                                                         |
|  | wiktoria Victoria                                                       |
|  |                                                                         |

|  | rozłożnia Euryale |
|  |                   |
|  | wiktoria Victoria |
|  |                   |

|  | grzybienie Nymphaea                                                     |
|  |                                                                         |
|  | \| \| rozłożnia Euryale \| \| \| \| \| \| wiktoria Victoria \| \| \| \| |
|  |                                                                         |
|  | rozłożnia Euryale                                                       |
|  |                                                                         |
|  | wiktoria Victoria                                                       |
|  |                                                                         |

|  | rozłożnia Euryale |
|  |                   |
|  | wiktoria Victoria |
|  |                   |

|  | grzybienie Nymphaea                                                     |
|  |                                                                         |
|  | \| \| rozłożnia Euryale \| \| \| \| \| \| wiktoria Victoria \| \| \| \| |
|  |                                                                         |
|  | rozłożnia Euryale                                                       |
|  |                                                                         |
|  | wiktoria Victoria                                                       |
|  |                                                                         |

|  | rozłożnia Euryale |
|  |                   |
|  | wiktoria Victoria |
|  |                   |

|  | grzybienie Nymphaea                                                     |
|  |                                                                         |
|  | \| \| rozłożnia Euryale \| \| \| \| \| \| wiktoria Victoria \| \| \| \| |
|  |                                                                         |
|  | rozłożnia Euryale                                                       |
|  |                                                                         |
|  | wiktoria Victoria                                                       |
|  |                                                                         |

|  | rozłożnia Euryale |
|  |                   |
|  | wiktoria Victoria |
|  |                   |

|  | grzybienie Nymphaea                                                     |
|  |                                                                         |
|  | \| \| rozłożnia Euryale \| \| \| \| \| \| wiktoria Victoria \| \| \| \| |
|  |                                                                         |
|  | rozłożnia Euryale                                                       |
|  |                                                                         |
|  | wiktoria Victoria                                                       |
|  |                                                                         |

|  | rozłożnia Euryale |
|  |                   |
|  | wiktoria Victoria |
|  |                   |

|  | grzybienie Nymphaea                                                     |
|  |                                                                         |
|  | \| \| rozłożnia Euryale \| \| \| \| \| \| wiktoria Victoria \| \| \| \| |
|  |                                                                         |
|  | rozłożnia Euryale                                                       |
|  |                                                                         |
|  | wiktoria Victoria                                                       |
|  |                                                                         |

|  | rozłożnia Euryale |
|  |                   |
|  | wiktoria Victoria |
|  |                   |

Wykaz gatunków
- Nymphaea abhayana A.Chowdhury & M.Chowdhury
- Nymphaea alba L. – grzybienie białe
- Nymphaea alexii S.W.L.Jacobs & Hellq.
- Nymphaea amazonum Mart. & Zucc.
- Nymphaea ampla (Salisb.) DC.
- Nymphaea atrans S.W.L.Jacobs
- Nymphaea belophylla Trickett
- Nymphaea × borealis E.G.Camus
- Nymphaea candida C.Presl – grzybienie północne
- Nymphaea carpentariae S.W.L.Jacobs & Hellq.
- Nymphaea conardii Wiersema
- Nymphaea × daubenyana W.T.Baxter ex Daubeny – grzybienie żyworodne
- Nymphaea dimorpha I.M.Turner
- Nymphaea divaricata Hutch.
- Nymphaea elegans Hook.
- Nymphaea elleniae S.W.L.Jacobs
- Nymphaea gardneriana Planch.
- Nymphaea georginae S.W.L.Jacobs & Hellq.
- Nymphaea gigantea Hook.
- Nymphaea glandulifera Rodschied
- Nymphaea gracilis Zucc.
- Nymphaea guineensis Schumach. & Thonn.
- Nymphaea hastifolia Domin
- Nymphaea heudelotii Planch.
- Nymphaea immutabilis S.W.L.Jacobs
- Nymphaea jacobsii Hellq.
- Nymphaea jamesoniana Planch.
- Nymphaea kimberleyensis (S.W.L.Jacobs) S.W.L.Jacobs & Hellq.
- Nymphaea lasiophylla Mart. & Zucc.
- Nymphaea leibergii (Morong) Rydb.
- Nymphaea lingulata Wiersema
- Nymphaea loriana Wiersema, Hellq. & Borsch
- Nymphaea lotus L. – grzybienie egipskie, lotos egipski, lotos tygrysi
- Nymphaea lukei S.W.L.Jacobs & Hellq.
- Nymphaea macrosperma Merr. & L.M.Perry
- Nymphaea maculata Schumach. & Thonn.
- Nymphaea manipurensis Asharani & Biseshwori
- Nymphaea mexicana Zucc.
- Nymphaea micrantha Guill. & Perr.
- Nymphaea noelae S.W.L.Jacobs & Hellq.
- Nymphaea nouchali Burm.f.
- Nymphaea novogranatensis Wiersema
- Nymphaea odorata Aiton
- Nymphaea ondinea Löhne, Wiersema & Borsch
- Nymphaea oxypetala Planch.
- Nymphaea potamophila Wiersema
- Nymphaea prolifera Wiersema
- Nymphaea pubescens Willd.
- Nymphaea pulchella DC.
- Nymphaea × rosea (Sims) Sweet
- Nymphaea rubra Roxb. ex Andrews
- Nymphaea rudgeana G.Mey.
- Nymphaea siamensis Puripany.
- Nymphaea stuhlmannii (Engl.) Schweinf. & Gilg
- Nymphaea sulphurea Gilg
- Nymphaea × sundvikii Hiitonen
- Nymphaea tenuinervia Casp.
- Nymphaea tetragona Georgi – grzybienie czterokątne
- Nymphaea thermarum Eb.Fisch.
- Nymphaea × thiona D.B.Ward
- Nymphaea vanildae C.T.Lima & Giul.
- Nymphaea vaporalis S.W.L.Jacobs & Hellq.
- Nymphaea violacea Lehm.

Osobniki wykazujące morfologiczne cechy pośrednie między typowymi dla gatunków N. alba i N. candida są określane jako Nymphaea × borealis, jednak badania genetyczne wskazują, że większość tak określonych osobników w istocie nie jest hybrydami, lecz przedstawicielami albo N. alba, albo N. candida. Rzadziej zdarza się też sytuacja przeciwna, to jest osobniki morfologicznie zbliżone do gatunku rodzicielskiego genetycznie są mieszańcami. Z tego też powodu nierzadko badacze ograniczają się do podania jedynie nazwy rodzajowej.
Odmiany ozdobne grzybieni, często o niejasnym pochodzeniu wyodrębniane bywają jako grzybienie ogrodowe Nymphaea ×hybrida hort.

## Nazewnictwo
Nazwa naukowa rodzaju Nymphaea pochodzi z języka greckiego i oznacza roślinę należącą do nimf. Według starogreckiego podania roślina wyrosła z ciała nimfy zmarłej z powodu zazdrości o Heraklesa. Nazwa ta pojawia się dziełach Teofrasta i Dioskuridesa.
Rośliny z tego rodzaju mają kilka nazw zwyczajowych w języku polskim (podobnie jest zresztą w wielu innych językach). W starszych źródłach pojawiają się z rzadka określenia w rodzaju "bończewie, gąska, kerzenka, mamałucha, nenufary, stulikep" częściej "wodna lilia", a najczęściej "grzybienie" (rękopis Copiarum diplomaticum praemislaeum z XV wieku – zapis "grzybyenye", rękopis Jana Welsa z 1490, "Herbarz, czyli Zielnik" Stefana Falimierza z 1534, "Herbarz polski..." Marcina z Urzędowa z lat 1543–1553). Jan Kluk i później kolejni autorzy w XIX wieku używają jednak nazwy w liczbie pojedynczej – "grzybień", przy czym nazwa ta stosowana była także w odniesieniu do żabiścieku pływającego i bobrka trójlistkowego. W piśmiennictwie specjalistycznym (botanicznym) XX wieku powrócono do nazwy w liczbie mnogiej traktując słowo "grzybienie" jako pluralia tantum (analogicznie jak np. rodzaje kocanki, obrazki) rodzaju niemęskoosobowego i w takim zapisie nazwa ta używana jest w kodeksach nomenklatorycznych. W języku potocznym rośliny tego rodzaju określane są często w liczbie pojedynczej nazwą "grzybień", taką nazwę dla określenia "lilii wodnych" zawiera Słownik języka polskiego. Od czasów starożytnych niektóre gatunki określano jako bób egipski lub lotos wodny, mieszając je z przedstawicielami rodzaju Nelumbo (z innej, niespokrewnionej rodziny lotosowatych, we współczesnym polskim nazewnictwie botanicznym określanym jako lotos). Współcześnie również wśród nazw handlowych ozdobnych grzybieni popularnie używane jest określenie mianem lotosu tygrysiego nierzadkiej w uprawie rośliny akwariowej. 